# Сидки, Исмаил
Исмаил Сидки (араб. إسماعيل صدقي‎; 15 июня 1875 — 9 июля 1950) — египетский политический деятель, дважды премьер-министр Египта.

## Биография
Окончил французский Колледж де Фрере в Каире и школу права, после чего получил пост прокурора. В 1899 году стал административным секретарём александрийской муниципальной комиссии. В 1914 году получил должность министра сельского хозяйства, а впоследствии — министр, вакф.
В 1915 году Сидки вступил в ряды националистической партии Вафд, после чего в 1919 году был сослан на Мальту вместе с основателем партии Саадом Сайфулой и другими лоялистами. Во время Первой мировой войны Сидки оставил Вафд. Занимал посты министра финансов в 1921 и 1922 годах, министра внутренних дел в 1922 и с 1924 до 1925 года. Затем ушёл из политики.
Вернулся к политической жизни Египта в 1930-х годах, получив пост главы правительства как кандидат от Народной партии. Был известен как сильный лидер, боролся против влияния своей бывшей партии Вафд. Присоединился к партийной делегации, которая вела переговоры по подписанию англо-египетского договора 1936 года, который фактически сделал Египет суверенным государством, но всё ещё под британским контролем.
В 1938 году Сидки снова оставил политику. Вернулся в феврале 1946 года, вновь возглавив правительство. Пытался пересмотреть договор 1936 года. Когда ему не удалось объединить Египет и Судан, ушёл в отставку.